# Bernard Lehideux

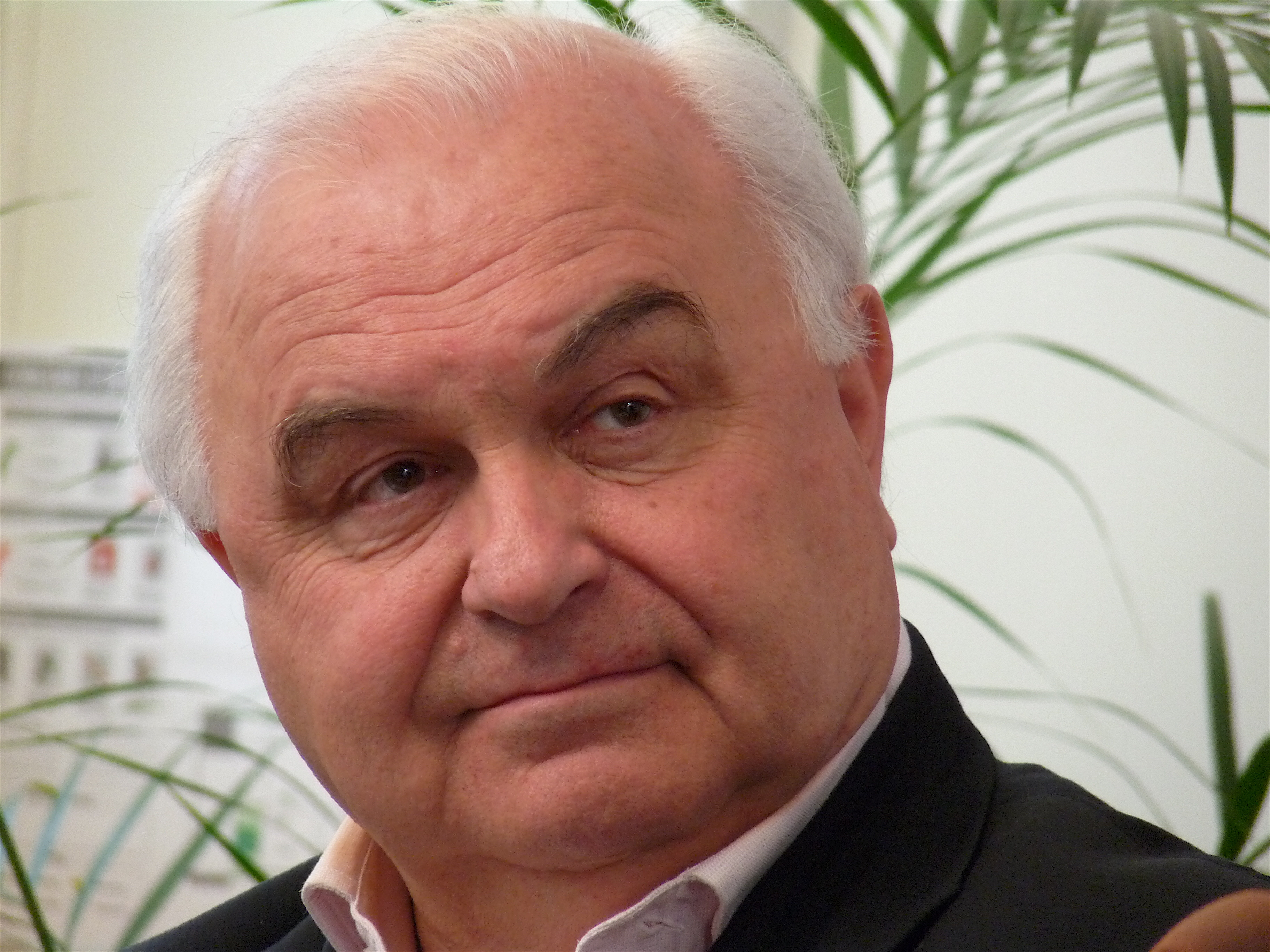
Bernard Lehideux (2009)

Bernard Lehideux (ur. 23 września 1944 w Paryżu) – francuski polityk, samorządowiec, w latach 1998–1999 i 2004–2009 eurodeputowany.

## Życiorys
Brat polityk Martine Lehideux. Ukończył studia prawnicze, jednak od najmłodszych lat zaangażowany był w działalność polityczną. Należał do młodzieżówki republikańskiej wspierającej Valéry'ego Giscarda d'Estaing. W 1969 został szefem biura Michela Poniatowskiego, wówczas sekretarza generalnego Niezależnych Republikanów. W 1973 powołano go na doradcę Michela d'Ornano, kierującego faktycznie tą samą organizacją. Po przekształceniach działał w Partii Republikańskiej i następnie w Unii na rzecz Demokracji Francuskiej (UDF).
Zasiadał w Radzie Ekonomicznej i Społecznej (1979–1984), był sekretarzem generalnym federacji Fédération Nationale des Clubs Perspectives et Réalités, radnym Paryża (1983–1995) oraz radnym regionu Île-de-France (1986–2010), gdzie m.in. przewodniczył klubowi radnych swojego ugrupowania.
W 1998 objął wakujący mandat posła do Parlamentu Europejskiego IV kadencji, który sprawował przez rok jako wiceprzewodniczący Komisji ds. Rozwoju i Współpracy. W PE ponownie znalazł się na skutek wyborów w 2004, przystąpił wówczas do grupy Porozumienia Liberałów i Demokratów na rzecz Europy oraz do Komisji Zatrudnienia i Spraw Socjalnych. W 2007 razem z częścią działaczy UDF brał udział w założeniu Ruchu Demokratycznego. W Europarlamencie zasiadał do 2009, w radzie regionalnej do 2010. W tym samym roku zrezygnował ze stanowisk partyjnych, obejmując funkcję doradcy lidera MoDem, François Bayrou.